# Crónica Albeldense

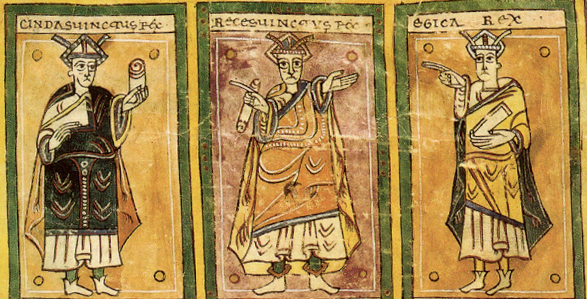
Os reis visigodos Quindasvinto, Recesvinto e Égica segundo o Codex Vigilanus.

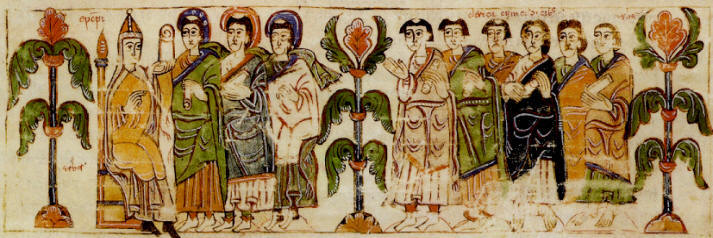
Povo de Toledo, do Codex Vigilanus, a versão mais completa e ilustrada da Crónica Albeldense.

O Codex Vigilanus (Albeldensis) ou Códice Albeldense (Vigilano), abreviação do nome completo latim Codex Conciliorum Albeldensis seu Vigilanus, é uma compilação em iluminuras de vários documentos históricos do período visigótico na Península Ibérica que se tornou fundamental para o estudo do Reino das Astúrias e do período da Reconquista.
É uma das três versões da crónica de Afonso III das Astúrias, ao lado da Rotense e Sebastianense. Entre os vários textos disponibilizados pelos compiladores, estão os cânones dos Concílios de Toledo, o Liber Iudiciorum, os decretos de alguns Papas anteriores à data e outros documentos eclesiásticos, narrativas histórias (como a vida de Maomé), várias outras peças sobre a Lei civil e canónica, e um calendário.
Crê-se que terá sido compilada pelo eclesiástico Dulcidius ou Dulcídio, com supervisão directa do próprio Rei. Por esse motivo, inclui os erros sistemáticos goticistas próprios das últimas décadas do Reino das Astúrias. A primeira versão acabou de ser escrita em 881 mas, mais tarde, foram adicionados dois grandes parágrafos referentes aos anos 882 e 883 terminando, por fim, em Novembro desse ano.
Começa narrando a História de Roma, passando para os reis visigodos e, por último, fala dos reis godos asturianos, desde Pelágio a Afonso III.
O nome Albeldense adveio pelos responsáveis pela compilação, três monges do Mosteiro de San Martín de Albelda, em Albelda de Iregua, La Rioja, Espanha: Vigila, de quem advém o nome Vigilano para o manuscrito,  e responsável pela ilustração, Serracino, seu amigo, e Garcia, seu discípulo. A compilação ficou completa em 976 e o manuscrito original encontra-se protegido na biblioteca de El Escorial (como Escorialensis d I 2). À época da compilação, Albelda era o centro cultural e intelectual do Reino de Pamplona. Os manuscritos celebravam através das iluminuras não só os antigos reis góticos responsáveis pelas reformas no direito visigótico — Quindasvinto, Recesvinto e Égica — mas também os contemporâneos, senhores de Navarra: Sancho Garcês II de Pamplona e sua esposa, a rainha Urraca, e o seu irmão Ramiro Garcês, Rei de Viguera.
O Códice contém, entre outras peças de informação preciosa, a primeira menção e representação da numeração árabe no Ocidente, que foi introduzida pelos mouros na Península durante o século X.
A versão mais completa é um manuscrito procedente do Mosteiro de San Millán de la Cogolla, que data de 951, e que se encontra actualmente na Real Academia de la Historia, em Madrid.